# Bencoy
Bencoy is een bestuurslaag in het regentschap Sukabumi van de provincie West-Java, Indonesië. Bencoy telt 7587 inwoners (volkstelling 2010).